# Оклендский музей Калифорнии
Оклендский музей Калифорнии (англ. Oakland Museum of California; сокр. OMCA, прежнее имя — Oakland Museum) — музей в Окленде, Калифорния, США.
Посвящён искусству, истории и естественным наукам Калифорнии, имеет более 1,8 млн объектов. Образован в 1960-х годах при слиянии трёх отдельных музеев и открыт для посетителей в 1969 году.
Музей Oakland Public Museum был открыт в 1910 году. Художественная галерея Oakland Art Gallery открылась в Окленде в 1916 году. Музей Snow Museum of Natural History был открыт в 1922 году. Все они были объединены в единый Оклендский музей Калифорнии.
С 2009 по 2013 годы в музее был проведен капитальный ремонт и расширение площадей, выполненные компанией Mark Cavagnero Associates, а компанией Skidmore, Owings and Merrill был сделан ребрендинг. Таким образом музей был обновлен для приёма новых посетителей.